# Gästriklands runinskrifter 13
Runinskrift Gs 13 är en runsten av rödaktig sandsten som nu står i Heliga trefaldighets kyrka i Gävle stad och Gävle kommun i Gästrikland.

## Stenen
Runstenen är från 1000-talet och ursprungligen rest vid Södertull i Sörby. Den är ristad av Åsmund Kåresson (1020-1050 e. Kr) till minne av Egil (Ihilp), vilken skulle ha dödats under ett krigståg till Finland. Den flyttades från Sörby 1895 och finns nu i kyrkans vapenhus. Vid den ursprungliga platsen har man rest en replik.
Stenen är 2,2 meter hög, 1,1 meter bred och 5–12 centimeter tjock. Runhöjden varierar mellan 3,5 och 10 centimeter. Kanten är skadad längs hela stenen, särskilt på vänster sida.

## Inskriften
Inskriften har två olika läsningar. 

Translitterering av runraden:
§P × brusi lit rita s-... ... [(a)]b--ʀ (i)h(i)(l) ÷ brur sin : in h-n uarþ tauþr a tafstalonti × þo brusi furþi lank lans ' abtiʀ [br](u)r sin h(o)[n] fur (m)iʀ fraukiʀi kuþ hialbi hons| |salu| |uk| |kuþ(s) (m)(u)[þiʀ ' suain ' uk osmunrt ' þaiʀ markaþu] + 
§Q × brusi lit rita s-... ... [(a)]b--ʀ (i)h(i)(l) brur sin : in h-n uarþ tauþr a tafstalonti × þo brusi furþi lanklans ' abtiʀ [br](u)r sin h(o)[n] fur (m)iʀ fraukiʀi kuþ hialbi hons| |salu| |uk| |kuþ(s) (m)(u)[þiʀ ' suain ' uk osmunrt ' þaiʀ markaþu] +
Normalisering till runsvenska:
§P Brusi let retta s[tæin þenna] æf[ti]ʀ Ægil, broður sinn. En h[a]nn varð dauðr a Tafæistalandi, þa Brusi førði læiðang(?) lands æftiʀ broður sinn. Hann for meðr Frøygæiʀi. Guð hialpi hans salu ok Guðs moðiʀ. Svæinn ok Asmundr þæiʀ markaðu. 
§Q Brusi let retta s[tæin þenna] æf[ti]ʀ Ægil, broður sinn. En h[a]nn varð dauðr a Tafæistalandi, þa Brusi førði langlænz æftiʀ broður sinn. Hann for meðr Frøygæiʀi. Guð hialpi hans salu ok Guðs moðiʀ. Svæinn ok Asmundr þæiʀ markaðu.
Översättning till nusvenska:
§P Bruse lät resa denna sten efter Egil, sin broder. Och han dog i Tavastland när Bruse ledde landets ledung efter sin broder. Han reste med Frejgeir. Gud hjälpe hans själ och Guds moder. Sven och Åsmund gjorde minnesmärket.
§Q Bruse lät resa denna sten efter Egil, sin broder. Och han dog i Tavastland då Bruse förde långspjut efter sin broder. Han reste med Frejgeir. Gud hjälpe hans själ och Guds moder. Sven och Åsmund gjorde minnesmärket.